# Kamarang Airport
Kamarang Airport är en flygplats i Guyana.   Den ligger i regionen Cuyuni-Mazaruni, i den nordvästra delen av landet, mitt i samhället Kamarang. Kamarang Airport ligger 488 meter över havet.
Terrängen runt Kamarang Airport är platt söderut, men norrut är den kuperad. I omgivningarna runt Kamarang Airport växer i huvudsak städsegrön lövskog.